# コリジョンルール

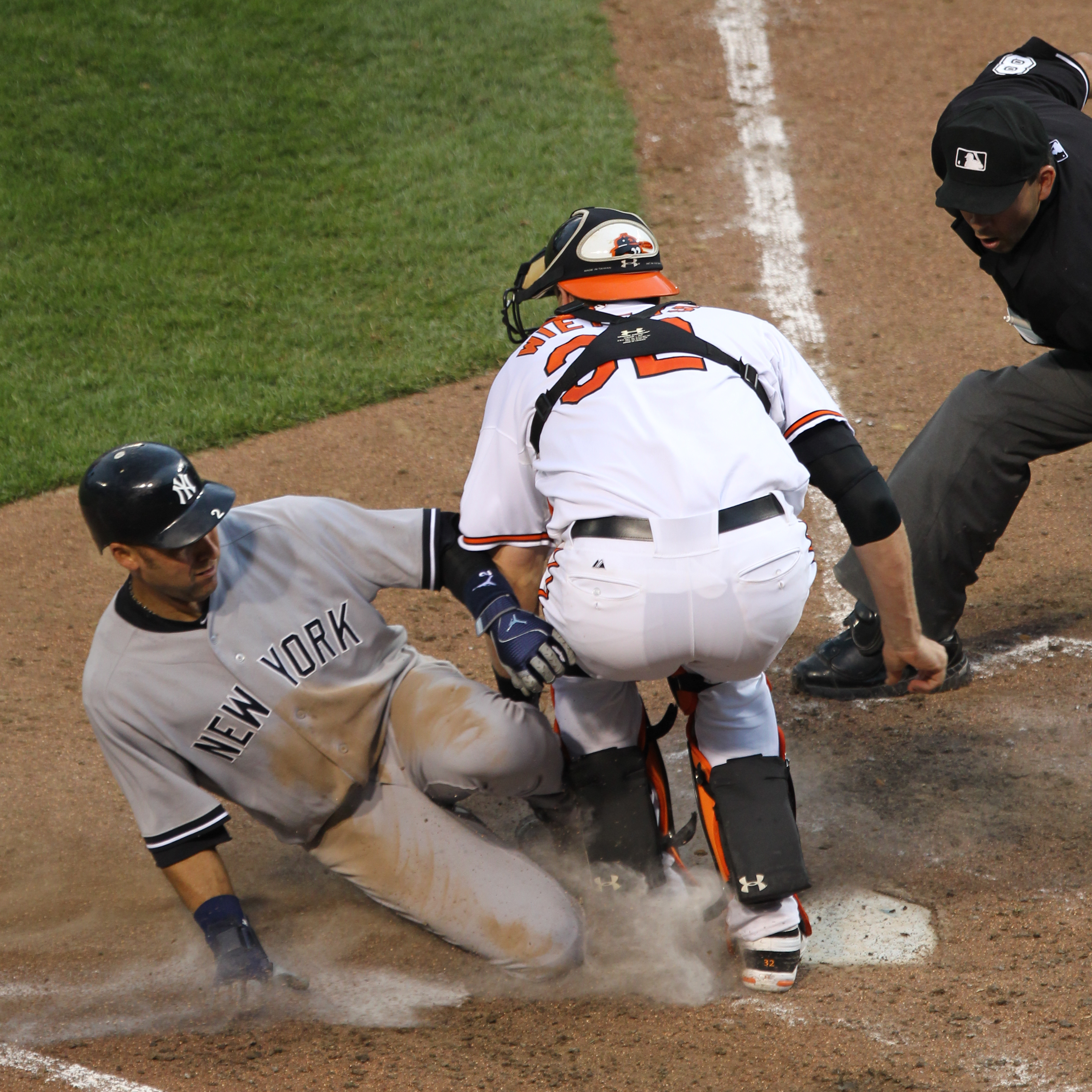
走者デレク・ジーターをブロックする捕手マット・ウィータース（2011年）

コリジョンルール（英: collision rule）は、野球における本塁での衝突（コリジョン）を防止するための規則。本塁での過激な接触プレーによる負傷者が後を絶たなかったことから、2014年よりメジャーリーグ（MLB）で採用され、日本野球機構（NPB）においても2016年より採用された。アメリカでは、この規則が制定されるきっかけとなった選手の名前から、「バスター・ポージー・ルール (Buster Posey rule)」または「ポージー・ルール (Posey rule)」とも呼ばれる（詳細は#規則制定の背景を参照）。
アマチュア野球では古くより危険防止ルールにコリジョンルールと同様の内容が規定されており、高校野球や少年野球におけるコリジョンルールは元々存在していた走塁妨害等の規定を厳密に定義したものに過ぎない。

## 規則
日本のコリジョンルールは、公認野球規則6.01(i)項に規定されている。
規則の大要は、本塁での衝突プレイについて、
1. 得点しようとしている走者が、走路をブロックしていない捕手または野手に接触しようとして、または避けられたにもかかわらず最初から接触をもくろんで、走路を外れることを禁じる
2. ボールを保持していない捕手が、得点しようとしている走者の走路をブロックする行為を禁じる

である。1の場合は走者にアウトを宣告し、ボールデッドとなって、他のすべての走者は接触発生の時点で占有していた塁まで戻らなければならない。2の場合は走者にセーフを宣告する。
MLBで採用された最初のシーズンは、本塁の判定に関しビデオ判定が92回行われ判定が覆ったことが11回あった。中には明らかにアウトのタイミングにもかかわらず「捕手が走路をふさいだから」としてセーフになるなど、物議をかもすことも少なくなかった。2014年9月にMLB機構の野球運営部門が「捕手がボールを持っていない状態で本塁をブロックしたとしても、意図的に走路を妨害した明らかな証拠がなければ、走者をセーフにしないように」と通達し曖昧なルールに一定の基準が設けられた。
NPBでは、規則を導入した2016年当初の運用・適用に対し意見書があったことから、同年7月に実行委員会で見直しが検討され、22日より新たな運用基準が適用された。2018年よりリクエスト制度が導入された当初はコリジョンルールはリクエストの対象外だったが、2019年より適用拡大され対象となった。

## 規則制定の背景
2011年にMLBの公式戦において走者が本塁に走って来た際にサンフランシスコ・ジャイアンツのバスター・ポージー捕手が骨折と左足首靱帯を切る重傷を負った。ポージーと同年にはハンベルト・キンテーロ、ライアン・ドゥーミット、その前年にはカルロス・サンタナ、ジョン・ベイカー、ブレット・ヘイズなど、多数の捕手が負傷して長期離脱することが問題になっていた。これらをきっかけに本塁でのクロスプレイに関する議論が高まり2014年より禁止事項としてルールに加えられた。
NPBでは、2013年以降、阪神タイガースのマット・マートンの危険なタックルが問題視され、2015年7月の12球団監督会議でヤクルトの真中満監督が問題提起した。故障防止を望む選手会より同じ意見が出され、NPBのゲームオペレーション委員会で検討された。2015年秋のみやざきフェニックス・リーグで試験的に導入され、2016年1月より正式に導入が決まった。

## 事例

### 日本プロ野球
初適用
- オープン戦での初適用は、2016年3月15日のヤクルト対広島。2回表二死一・二塁、會澤翼の左前打で二塁走者の松山竜平が本塁を狙ってアウトとなったが、ビデオ判定の結果、捕手の中村悠平が走路を塞いでいたと判定され、松山の生還が認められた。
- 公式戦での初適用は、2016年5月6日の西武対日本ハム戦。3対2で迎えた6回表一死満塁、西川遥輝への2球目が暴投となり、三塁走者が生還したうえで二塁走者の淺間大基が本塁へ突入し、本塁上で待ち構えていた髙橋光成が捕手の炭谷銀仁朗から送球を受けると、滑り込んできた浅間にタッチしてアウトとなったが、髙橋が浅間に覆い被さる形で倒れ込んだことから審判団が映像で検証した結果、髙橋が走路を塞いでいたと判定され、浅間の生還が認められた。コリジョンルールの適用により、初めて判定が覆った事例でもある。基本的にコリジョンルールは、捕手と走者の交錯を想定したものであったが、初適用されたのは投手であった。
- セ・リーグの公式戦での初適用は、2016年5月11日の阪神対巨人戦。3回表二死二塁、脇谷亮太の中前打で二塁走者の小林誠司が本塁を狙ってアウトとなったが、抗議とビデオ判定の結果、捕手の原口文仁がブロックして走路を妨害したと判定された。阪神はこの判定に対してセ・リーグに意見書を提出したが、セ・リーグは判定は適切だったとの見解を示した。

コリジョンルール適用でサヨナラ
- 2016年6月14日の広島対西武、2対2で迎えた9回裏二死一・二塁。赤松真人の中前打で二塁走者の菊池涼介が本塁を狙ってアウトとなったが、抗議とビデオ判定の結果、捕手の上本達之の足が走路を塞いでいると判定され、菊池の生還が認められた。コリジョンルールの適用で判定が覆ってサヨナラ勝利となった、初の事例でもある。なお、西武はこの判定についてコリジョンルールの判定基準再確認を求め、パ・リーグに質問書を提出した。

## 議論

### 日本
張本勲は、「百害あって一利なし」として、このルールの導入に反対している。理由として選手や審判が困惑する、上手くなる走塁が少なくなる、迫力のあるプレイが見られないといった点を挙げている。また、捕手の安全を守るというルールの目的を鑑みて「走者がはっきり激突すれば退場、何試合か出場停止、罰金などを審判が決めればいい」と提案している。
関本賢太郎は、阪神タイガースに在籍したマット・マートンのタックルなどがルール導入のきっかけとなったという認識を示しつつも、かねて捕手が本塁上に座り込むような悪質なプレイはほとんどなかったため、その観点に立てば、捕手はこれまで通りプレイし、その上で本塁に覆いかぶさるような悪質なものに対して、ペナルティーを適用すべきだと語っている。
西本聖は、2016年2月のキャンプで、ある球団の主力捕手が「（捕手に）みえみえのタックルをしてくるのは一部の外国人選手だけ」と発言していたことを紹介している。タックルをする選手が問題であるため、そういった選手を一発退場にすればよいと述べている。
里崎智也は、NPBはMLBのチャレンジ制度のように抗議回数が制限されていないため、試合時間が長くなる恐れがあると指摘している。
大久保博元は、コリジョンルールが問題視されたのは、導入の仕方に一因があると述べている。一軍の試合でいきなり運用するのではなく、1年間は二軍の試合で運用してテストケースを集めて十分な議論をした上で、一軍の公式戦で導入すれば、ルールを巡るトラブルは最小限で済んだはずだと指摘。なお、大久保は元捕手の立場から「プロの捕手にとって、クロスプレーは最大の見せ場。いかに走者をブロックし、タッチして生還を阻むか。そのために日々練習している」として、コリジョンルールは不要だと述べている。
野村克也は、「プロ野球選手はある意味、命をかけてプレーをしており、ホームでのクロスプレーはプロ野球の醍醐味」であると述べ、「意図的な体当たりが明らかなときは退場処分にすればよく、強烈なスライディングをかわすのもキャッチャーのひとつのテクニックで、名捕手の条件である」として、コリジョンルールに反対している。
スポーツジャーナリストの二宮清純は、身長170cm体重75kgとキャッチャーとしては小柄である甲斐拓也を例に挙げ、コリジョンルールによってクロスプレーが少なくなれば、キャッチャーが大柄で頑丈である必要がなくなり彼のような小柄で機動力のあるキャッチャーが増えるのではないか、としている。
デイリースポーツは、2016年6月23日付の記事で、コリジョンルールが本来、選手の怪我防止が目的であり、ルール導入はもともと、選手や球団からの要望から行われたものであると述べている。また、導入に際してルール運用方法を決定するにあたっては、選手や球団の意見が取り入れられ、その上で2016年1月より2月にかけて各球団代表者や選手に対して、ルールについての説明が行われていることを指摘している。

## その他の塁
同時期に、二塁上での併殺崩しを狙った走者と野手（二塁手・遊撃手）の衝突・怪我も問題視された。2016年2月25日よりMLBは「二塁付近で走者が併殺を防ぐためにする危険なスライディングを禁止」する事を規定に追加した（通称「チェイス・アトリー・ルール」）。